# Бирнбаум, Натан
Ната́н Би́рнбаум (идиш נתן בירנבױם‎ — Носн Бирнбойм, нем. Nathan Birnbaum, ивр. נתן בירנבױם‎; 16 мая 1864, Вена, Австрийская империя — 2 апреля 1937, Схевенинген, Нидерланды) — ранний теоретик еврейской национальной идеи, давший ей название «сионизм», инициатор Черновицкой конференции по языку идиш и активный борец за признание идиша, позднее лидер ортодоксального движения Агудат Исраэль. Был австрийским еврейским журналистом, писателем, доктором юриспруденции. Также публиковался под псевдонимами, наиболее известный из которых — Матиас Ахер.

## Биография
Натан Бирнбаум родился 16 мая 1864 года в столице Австрийской империи Вене в семье еврейских иммигрантов из Галиции. Его отец Менахем Мендл был родом из Ропшиц, а мать Мириам из Венгрии, из той части Карпатской Руси, которая впоследствии вошла в состав Словакии. В раннем возрасте Мириам переехала в Тарнов, где она позднее вышла замуж за Менахема Мендла. Отец обучал сына Торе, но он умер, когда Натану было всего одиннадцать лет, оставив ему небольшое наследство. Натан начал брать уроки у учителя Талмуда и читать газеты на иврите. Из газет он впервые узнал о еврейском национальном движении в Восточной Европе.
Родители Натана хотели дать ему европейское образование и определили в немецкие школы. Четыре года он учился в начальной школе, а затем в Леопольдштадтской гимназии, которая была порталом в университетскую систему Вены. В эти годы Вена была центром европейской культуры, и этому немало способствовали евреи города. Конституция Австро-Венгрии отменила правовые ограничения для меньшинств, и под покровительством императора некоторые евреи стали считать себя «немцами Моисеева вероисповедания». Позднее Бирнбаум писал, что немецкая культура оказала на него большое влияние, однако, в отличие от других сверстников-евреев, он никогда себя немцем не считал. Более того, Натан отвергал ассимиляцию и уже в возрасте 15-16 лет убеждал своих друзей в том, что евреям следует провозгласить себя еврейской нацией, обладающей уникальной историей, и строить своё будущее в Палестине.

### Сионистский период

#### Университет и ранний сионизм
В 1882 году Бирнбаум поступил на юридический факультет Венского университета и, закончив его в 1887 году, стал доктором юриспруденции. Наряду с правовыми дисциплинами он также изучал философию и востоковедение, однако особый интерес у него вызывали вопросы, связанные с будущим еврейского народа.
В первый год учёбы Натан вместе со своими единомышленниками Реувеном Бирером и Морицем Шнирером основали еврейскую студенческую организацию Кадима, которая поставила своей целью борьбу с ассимиляцией, признание еврейской нации и освоение Палестины. Важную роль в становлении идей Кадимы и её основателей сыграл наставник и вдохновитель организации Перец Смоленскин, накопивший к тому времени богатый опыт в борьбе за укрепление еврейского национального самосознания. Первой редакторской работой молодого Бирнбаума была подготовка рукописного бюллетеня Кадимы.
В 1884 году Бирнбаум опубликовал свою первую работу — эссе «Мания ассимиляции», которое принесло ему известность, и впоследствии рассматривалось многими как первая сионистская публикация Центральной Европы. Работа посвящалась взаимоотношению наций и той опасности для еврейского народа, которая несла в себе ассимиляция. Как и Смоленскин, автор эссе считал, что преодолеть эту опасность можно только путём изучения языка и истории еврейского народа и возвращением на историческую родину — Землю Израильскую.
Бирнбаум был основателем, издателем и редактором еврейского журнала на немецком языке «Автоэмансипация» (de:Selbst-Emancipation), первый номер которого вышел в феврале 1885 года. Журнал печатался готическим шрифтом, под заголовком указывалось, что журнал посвящён национальным, социальным и политическим интересам еврейского народа, а ниже приводились слова Гиллеля: «Если не я за себя — то кто же?». Название «Автоэмансипация» и эпиграф из Гиллеля были заимствованы из памфлета Пинскера, идеи которого, наряду с идеями Смоленскина, оказывали существенное влияние на содержание ранних выпусков журнала. Под своим именем редактор публиковал в журнале тексты прочитанных им лекций, очерки по еврейской истории и вступительные статьи почти к каждому выпуску. Полемические статьи он нередко публиковал под псевдонимами. На этом этапе Бирнбаум понимал, что было бы преждевременным подымать среди германоязычных евреев практические вопросы переселения в Палестину. Поэтому он главным образом пытался при помощи публикаций в журнале пробудить у читателей национальное самосознание. Первые полтора года он издавал журнал за свой счет из наследства, полученного от отца, а в какой-то момент его мать продала свой магазин, чтобы покрыть расходы на издание. Тем не менее, издание журнала было прекращено на несколько лет.
Закончив учёбу в университете, Бирнбаум начал работать в адвокатской конторе. Однако юридическая практика была ему не по душе, а его семитская внешность не обеспечивала стабильного заработка в условиях нарастающей антиеврейской атмосферы. После 4 лет практики он оставил это занятие, чтобы полностью посвятить себя журналистике и сионистской деятельности.
В 1890 году Натан женился на Розе Корнгут. В 1890-е годы у семьи Бирнбаум родились три сына: Соломон (1891), Менахем (1893) и Уриэль (1894).

#### Второе дыхание «Автоэмансипации»
В апреле 1890 года возобновилась публикация «Автоэмансипации». Бирнбаум продолжал редактировать журнал, который внешне не претерпел больших изменений. Для обозначения еврейского национального движения редактор ввёл новый термин, «сионизм», получивший вскоре всеобщее признание. Редактор полагал, что к тому времени уже достигнута широкая поддержка сионистских идей и настало время, наряду с просветительской работой, заняться политической деятельностью. В своей статье «Национальный характер и мировое гражданство» Натан Бирнбаум провозгласил, что еврейское государство будет основано на демократическом принципе равенства и всеобщего благосостояния. Он также подчеркнул, что идеи равенства являются наследием иудаизма, и они были описаны великими пророками еврейского народа. Было ещё одно новшество в возрождённой «Автоэмансипации»: теперь в стратегию её редактора входило превращение сионизма из небольшого клуба энтузиастов в массовое политическое движение, учитывающее также интересы евреев Восточной Европы. Бирнбаум считал, что можно положить конец страданиям восточноевропейских евреев путём их массовой репатриации в Палестину, где они могли бы успешно вести сельскохозяйственный образ жизни. Журнал издавался в Вене до 1894 года, после чего он увидел свет в Берлине под названием «Идише фольксцайтунг».
Бирнбаум входит в руководство и принимает участие в деятельности организации по освоению Палестины «Адмат Йешурун». В мае 1892 года он направляется от имени этой организации в Галицию и Буковину с целью прочитать лекции и поощрить создание местных организаций.
В 1893 году Бирнбаум публикует работу «Национальное возрождение», где подводит итог своим сионистским взглядам. Автор утверждает, что создание еврейского центра в Земле Израильской и иммиграция туда евреев решат еврейский вопрос и искоренят антисемитизм всюду, в том числе в странах, где останутся евреи. Еврейский центр, как другие страны, будет признан международным правом, а его жители будут чувствовать себя равноправными членами общества.
В 1891–1896 годы Натан Бирнбаум и молодые представители движения «Ховевей Цион» предприняли несколько попыток созвать всемирный сионистский конгресс и основать всеобщую сионистскую организацию. Так, например, в сентябре 1893 года в квартире Бирнбаума в Вене собрались на предварительную конференцию представители различных групп и решили организовать сионистский конгресс в Берлине. Однако ни это решение, ни другие подобные идеи, не были осуществлены до организации Первого Всемирного сионистского конгресса Герцлем в 1897 году.

#### Вместе и врозь с Герцлем
К моменту появления Герцля на политической арене Бирнбаум не только ввёл в оборот слово «сионизм». Он успевает основать «Кадиму» и «Автоэмансипацию» и в значительной мере развить сионистскую идею в работе «Национальное возрождение» и других публикациях и лекциях. Мартин Бубер полагает, что цели сионистского движения были преимущественно сформулированы Гессом, Пинскером и Бирнбаумом, само движение достигло зрелости в годы издания «Автоэмансипации» и «Национального возрождения», а путь к достижения этих целей был в основном разработан Герцлем. Историк Алекс Бейн называет Бирнбаума «одним из самых выдающихся интеллектуалов в еврейских национальных кругах Австрии и Германии» в десятилетие с 1885 по 1895 год. Подобного мнения придерживаются авторы ЭЕЭ. Бейн также отметил: «У Натана Бирнбаума мы уже находим все элементы сионистского видения еврейского вопроса и его решения». Подвергнув анализу различные мнения о Натане Бирнбауме, историк Иоаким Дорон приходит к выводу о том, что Бирнбаум находился в самом центре деятельности сионистского движения до прихода в него Герцля. Вместе с тем еврейский национализм уже тогда означал для Бирнбаума не только физическое переселение евреев в Палестину, но и возрождение подлинной еврейской культуры.
Бирнбаум и Герцль были почти одногодками. Оба они закончили юридический факультет Венского университета и после короткой юридической карьеры стали журналистами в Вене. К сионистской идее пришли в разное время: Бирнбаум — с детства, постепенно; Герцль — стремительно, под влиянием дела Дрейфуса. Сионистскую деятельность им часто приходилось оплачивать из своего кармана. Однако материальное и социальное положение Герцля было значительно лучше, чем Бирнбаума, а харизматическая личность автора книги Еврейское государство помогала ему быстро завоёвывать поддержку участников сионистского движения. Оба лидера сионизма стремились возглавить движение и разрешить проблемы еврейского народа каждый в соответствии со своим видением.
Личное знакомство между Герцлем и Бирнбаумом состоялось в феврале-марте 1896 после того, как Герцль опубликовал «Еврейское государство». Уже после первых встреч их отношение друг к другу было довольно критическим. Бирнбаум считал, что Герцль дилетант в вопросах сионизма и пренебрегает культурными ценностями еврейского народа. Герцль полагал, что Бирнбаум склоняется к социалистическим взглядам и занимается сионизмом, чтобы заработать на жизнь. Тем не менее, в этот период оба лидера сочли целесообразным сотрудничать друг с другом.
Летом 1896 года Бирнбаум переезжает с семьёй в Берлин, где редактирует журнал «Цион». В своих статьях он нередко высказывает критику в адрес Герцля, а в письмах к нему требует отчёта о проводимой работе. В свою очередь Герцль отказывается поддержать кандидатуру Бирнбаума в австрийский Рейхсрат. Однако, несмотря на разногласия, сотрудничество между ними продолжается и Бирнбаум принимает участие в подготовке сионистского конгресса, инициатором и организатором которого был
Герцль.
Первый Всемирный сионистский конгресс состоялся в Базеле в августе 1897 года. Бирнбаум прочитал на нём доклад «Сионизм как культурное движение», в котором обосновал мысль о том, что для нормального развития национальной культуры еврейского народа ему необходима собственная страна. Докладчик отметил, что восточное и западное еврейство обладает каждое своей особой индивидуальностью, и объединить их может только Эрец Исраэль. Бирнбаум был избран генеральным секретарем
учреждённой конгрессом Всемирной сионистской организации.
После Второго Всемирного сионистского конгресса Бирнбаум перестал исполнять обязанности генерального секретаря из-за идеологических разногласий с Герцлем, который стремился установить строгую идеологическую и организационную дисциплину. В 1899 году Бирнбаум сообщил о своём увольнении Малому исполнительному комитету Организации. Через несколько лет после выхода из Сионистской организации он стал придерживаться другой идеологии в решении еврейского вопроса.

#### «Новейшие течения в еврействе»
В 1890-е годы Бирнбаум начинает пользоваться одним из своих самых известных псевдонимов Матиас Ахер. Натан не объяснил, почему он выбрал именно это имя. Исследователи предполагают, что в основу слова «Матиас» легло имя Маттитьягу (Маттафии) Хасмонея, первого вождя восстания евреев против сирийских греков, завещавшего Иуде Маккавею и другим своим сыновьям продолжить восстание. Бирнбаум идентифицировал себя с Маттитьягу, когда писал о Маккавеях в «Автоэмансипации». Ахер означает на иврите «другой».
В мае 1896 года Бирнбаум прочитал членам Кадимы лекцию под названием «Новейшие течения в еврействе», которая затем была опубликована под псевдонимом Матиас Ахер. В этой работе, используя понятия расы и нации, Бирнбаум углубил философское понимание человека и его национальной истории с целью найти путь к лучшему взаимопониманию между народами. В те времена разного рода расовые и классовые теории были весьма популярны, однако, в отличие от многих других авторов, Бирнбаум не
отдавал предпочтения той или иной национальной группе, а раскрывал причины соперничества и вражды между ними для того, чтобы найти пути их преодоления.
Согласно Бирнбауму ассимиляция евреев, как в более древние времена в Вавилонии, Персии, Греции и Испании, так и в новое время во Франции и Германии, была недостижима, а стремление к ней было вызвано неправильным пониманием исторического процесса развития наций. В отличие от основоположников исторического материализма, рассматривавшими экономику и классовую борьбу как движущую силу исторических изменений, автор «Новейших течений» полагает, что исторические события обусловлены человеческой природой и происходят в результате объединения или разделения групп людей. Национальность основана на расовой группе с исторически развитой своеобразной культурой. Она не опирается ни на язык и ни на государство, целостность которого может быть нарушена.
Применяя сказанное к еврейскому народу, автор пришёл к выводу, что «новые» сионисты ошибались. Поставив перед собой только одну цель — создание национального государства, они недооценивали другие национальные приоритеты. Такое заключение побуждает Бирнбаума провести различие между «сионизмом» и «еврейским национализмом», стремившимся к укреплению еврейской нации. По всей видимости, Бирнбаум «не ощущал, как Герцль, угрозы физического уничтожения еврейского народа в диаспоре, не чувствовал, что евреи живут на вулкане», а больше заботился о сохранении национального духа своего народа.

### Периодавтономизма[англ.]иидишизма

#### В поисках нового пути
В своих ранних работах Натан Бирнбаум выражал сочувствие положению восточноевропейских евреев, не проявляя при этом особого интереса к их культурной, социальной и политической жизни. Ему было известно, например, что у евреев Галиции свой язык, свой театр, общие социальные интересы и т. д., то есть они обладают почти всеми культурными признаками нации, однако ведущую роль в сионистском движении он отводил не евреям Восточной Европы, а Вены и Берлина.
После более глубокого знакомства с жизнью евреев восточноевропейской диаспоры Бирнбаум приходит к выводу, что они в значительно меньшей мере подвержены ассимиляции, чем их западные собратья. В обзоре своей жизни он назвал их «живым народом», а в других статьях подчёркивал, что эта часть еврейства составляла в тот период четыре пятых всей нации. Переоценив роль евреев Восточной Европы, Бирнбаум изменил своё отношение к диаспоре и поверил в возможность еврейского ренессанса не только
в Эрец Исраэль, но и в некоторых странах рассеяния.
Бирнбаум полагал, что сионистское движение под руководством Герцля идёт неприемлемым для него путём, а дипломатическая деятельность политических сионистов не может обеспечить скорую репатриацию в Эрец Исраэль значительной части еврейства. В то время существовали многие направления еврейского национального движения, однако Бирнбаум стремился разработать свою альтернативную модель всееврейского национализма, которая была бы шире, чем сионизм, и допускала бы создание центров еврейской жизни не только в Палестине, но и в черте оседлости, Габсбургской монархии, а, возможно, и в Новом Свете.
В 1902 году Бирнбаум начинает пользоваться термином «движение еврейского ренессанса», так как сионизм стал для него «слишком слабым и слишком узким». Этот термин был введён годом ранее Мартином Бубером в первом выпуске журнала «Ост унд вест». Наряду с органом сионистского движения «Ди Вельт», берлинский «Ост унд вест» являлся важным форумом для обсуждения еврейских тем, и в число его постоянных сотрудников входили Бирнбаум и Бубер. «Еврейский ренессанс» был не столько движением, сколько кругом участников с довольно широким диапазоном целей и интересов, однако всех их объединяло глубинное стремление усилить еврейскую культурную идентификацию.
В статьях 1902—1905 годов Бирнбаум продолжает развивать модель еврейского национализма, которая признавала роль диаспоры, языка идиш и других элементов живой национальной культуры. Для воплощения идей еврейского ренессанса необходимо было создать политические партии, которые, по мнению Бирнбаума, должны были отразить всё многообразие национального движения. То есть, необходимо было признать как иврит, так и идиш, как Сион, так и диаспору. В этот период автор термина «сионизм»
руководствовался правилом: «главное — Израиль (народ), а потом — Сион (земля)» (Israel comes before Zion).

## Некоторые оценки деятельности
В 1990 году Алекс Бейн высказал мнение, что Натан Бирнбаум всё ещё ждёт биографа, который мог бы адекватно отразить историю его жизни. В 2007 году Джесс Олсон перечислил работы, посвященные некоторым аспектам деятельности Бирнбаума, и отметил, что, за исключением двух диссертационных работ, нет ни одной монографии, раскрывающей всё его многогранное творчество. Через 6 лет Олсон опубликовал биографию Натана Бирнбаума, в которой он не только
отразил все его интеллектуальные метаморфозы, но и обнаружил преемственность и последовательность в разные периоды его жизни. Автор биографии не преминул отметить, что до сих пор лишь немногие исследователи пользовались архивом Бирнбаума, несмотря на ценность хранимых в нём материалов.
Хаим Вейцман, как и Мартин  Бубер, придерживался мнения, что большинство сионистских идей было сформулировано ещё до публикации «Еврейского государства» Герцля, а его предшественниками были Гесс, Пинскер и Бирнбаум. Несмотря на высокие оценки своих именитых современников,  Бирнбаум почти полностью исчез из поля зрения современной еврейской историографии. Джесс Олсон объясняет это явление тем, что на последнем этапе своей жизни Бирнбаум пришёл к ортодоксии, по отношению к которой многие историки испытывали определённый «дискомфорт».
Согласно историку Шимону Дубнову, Бирнбаум прошёл все три формы еврейского национализма: «политический, или сионизм, духовно-культурный, или автономизм, религиозный, или ортодоксизм». В своих воспоминаниях, сравнивая эти три формы, историк дал историческую (Дубнов погиб в 1941 году) оценку этих движений. Он утверждал, что сионизм и ортодоксия подчиняли национальную идею одному принципу: «либо царству земному, либо небесному». Политические сионисты отрицали галут (еврейскую диаспору), а агудисты отрекались от взглядов новых поколений. Поэтому Дубнов, сторонник культурного автономизма, отдавал предпочтение именно этой форме национализма, которая могла «объединить и старое и новое еврейство повсюду, в еврейском государстве и вне его, в синагоге и вне её».
Американский социолингвист и идишист, профессор Джошуа Фишман в своей книге «Ideology, Society and Language: The Odyssey of Nathan Birnbaum» (1987) пишет, что лишь немногие современные евреи помнят, а ещё меньшие понимают, наследие Натана Бирнбаума, несмотря на то, что они пользуются теми или иными плодами его деятельности. Он называет Бирнбаума «одним из гигантов современной еврейской мысли и основателем не одного, а трёх современных еврейских движений (сионизма, идишизма и возвращения к ортодоксии)».

## Семья
- Сын — Соломон Ашер Бирнбаум (Solomon Birnbaum, 1891—1989), лингвист в области идиша и палеограф, профессор Лондонского университета и позднее Торонтского университета, известный своими трудами по эпиграфике и учебником грамматики южного (центрального) диалекта идиша (1979 и 2015)[58].
  - Внук —Якоб Бирнбаум (Jacob Birnbaum, 1926—2014), борец за права советских евреев, основатель организации «Борьба студентов за советских евреев»[59][60][61].
  - Внук — Елеазар Бирнбаум, профессор Торонтского университета, специалист по ближневосточным культурам.
  - Внук — Давид Бирнбаум, директор архива Натана и Соломона Бирнбаума в Торонто.
- Сын — Менахем Бирнбаум (Menachem Birnbaum, 1893—1944), австрийский иллюстратор книг и художник-портретист[58], погиб с семьёй во время Катастрофы.
- Сын — Уриэль Бирнбаум (Uriel Birnbaum, 1894—1956), австрийский художник, карикатурист, писатель и поэт[58].

## Редакторская работа и сотрудничество в периодике

### Редактор и автор
- «Автоэмансипация!» (нем. Selbst-Emancipation!), 1885—1886, 1890—1893[62]
- «Идише фольксцайтунг» (нем. Jüdische Volkszeitung), 1894—1896
- «Цион» (нем. Zion), 1896—1897
- «Нойе цайтунг» (нем. Neue Zeitung), 1906—1907
- «Еженедельник д-ра Бирнбойма» (идиш ד״ר בירנבוימס וואכנבלאט‎), изд. 1908
- «Народ» (нем. Das Volk), 1910
- «Восхождение» (нем. Der Aufstieg), 1930—1932
- «Призыв» (нем. Der Ruf), 1934—1937

### Автор
- «Зерубавель» (нем. Serubabel), 1886—1888
- «Ди Вельт» (нем. Die Welt), 1897—1914 (прекратил сотрудничество с журналом из-за разногласий с Герцлем)
- «Ост унд вест» (нем. Ost und West), 1901—1923
- «Ди Фрайстат» (нем. Die Freistatt), 1913—1914
- «Дер Юде» (нем. Der Jude), 1916—1928

### Работы
- «Мания ассимиляции. Слово к так называемым немцам, славянам, венграм и т.д. Моисеева вероисповедания от студента еврейской национальности» (нем. Die Assimilationssucht: Ein Wort an die sogenannten Deutschen, Slaven, Magyaren usw. mosaischer Confession, von einem Studenten jüdischer Nationalität), 1884
- «Национальное возрождение еврейского народа на своей собственной земле» (нем. Die nationale Wiedergeburt des jüdischen Volkes in seinem Lande), 1893[63]
- «Новейшие течения в еврействе» (нем. Jüdische Moderne), 1896
- «Две лекции о сионизме» (нем. Zwei Vorträge über Zionismus), 1898
- «Третий Рейх Ибсена» (нем. Ibsens drittes Reich), 1900
- «Ахад-ха-Ам: мыслитель и борец в период еврейского ренессанса» (нем. Achad Ha-am : ein Denker und Kämpfer der jüdischen Renaissance), 1903
- «Пасынок социал-демократии» (нем. Das Stiefkind der Sozialdemokratie), 1905
- «Избранные сочинения по еврейскому вопросу» (нем. Ausgewählte Schriften zur jüdischen Frage), 1910, Т. 1 Архивная копия от 5 марта 2016 на Wayback Machine, Т. 2.
- «Права евреям Восточной Европы!» (нем. Den Ostjuden Ihr Recht!), 1915
- «Время действовать» (ивр. עת לעשות‎), изд. 1917[64]
- «Божий народ» (нем. Gottes Volk), 1918[65]
- «От свободомыслия к вере» (нем. Vom Freigeist zum Gläubigen), 1918[66]
- «В изгнании у евреев» (אין גלות בײַ ייִדן — ин голес ба идн, 1919)
- «О вечности. Еврейские эссе» (нем. Um die Ewigkeit; Jüdische Essays), 1920
- «Служение обещанному» (нем. Im Dienste der Verheissung), 1927

### Публицистика и доклады
- «Антисемиты, ассимилированные евреи, евреи с национальным самосознанием» (нем. Antisemiten, Assimilanten, Nationaljuden), 1885
- «Национальный характер и мировое гражданство» (нем. Volksthum und Weltbürgerthum), 1890
- «Еврейские национальные устремления — постановка целей» (нем. Die Ziele der jüdisch-nationalen Bestrebungen), 1890
- «Еврейский жаргон» (нем. Der jüdische Jargon), 1890
- «Новый курс» (нем. Der neue Cours), 1891
- «Принципы сионизма» (нем. Die Principien des Zionismus), 1892
- «Политический сионизм» (нем. Politischer Zionismus), 1892
- «Что делать?» (нем. Was tun?), 1894
- «Сионистское движение» (нем. Die Zionistische Bewegung), 1895
- «Сионизм» (нем. Der Zionismus), 1896
- «Навстречу Мюнхенскому конгрессу» (нем. Zum Müncher Kongresse), 1897
- «Сионизм как культурное движение» (нем. Der Zionismus als Kulturbewegung), 1897
- «Говорящие на идиш евреи и их сцена» (нем. Die jüdisch sprechenden Juden und ihre Bühne, под псевдонимом Пантарей), 1901
- «Древнееврейский и еврейский языки (иврит и идиш)» (нем. Hebräisch und Jüdisch), 1902
- «Движение еврейского ренессанса» (нем. Die jüdische Renaissance-Bewegung), 1902
- «Еврейское движение» (нем. Die jüdische Bewegung), 1903
- «Проблемы культуры западноевропейского еврейства» (нем. Das Westjüdische Kulturproblem), 1904
- «Задачи восточноевропейских евреев» (нем. Ostjüdishe Aufgaben), 1905
- «Еврейская автономия» (нем. Jüdische Autonomie), 1906
- «Национальная автономия» (нем. Nationale Autonomie), 1907
- «Американизм и евреи» (нем. Der Americanismus und die Juden), 1909